# Estazolam
Estazolam (ProSom, Eurodin) je benzodiazepinski derivat. Ovaj lek je razvilo preduzeće Upjohn tokom 1970-tih. On poseduje anksiolitička, antikonvulsivna, sedativna i miorelaksantna svojstva. Estazolam je benzodiazepin srednje dužine dejstva.
On se često propisuje za kratkotrajne tretmane insomnije.

## Spoljašnje veze
|  | Molimo Vas, obratite pažnju na važno upozorenje u vezi sa temama iz oblasti medicine (zdravlja). |